# Azzone da Bologna
Azzone (Bologna, 1150 circa – 1225 circa) è stato un giurista medioevale italiano della scuola bolognese.
Sull'esattezza del nome vi è incertezza: dalle fonti, ci è pervenuto in varie forme come Azzone Soldanus, Azzone dei Porci, Azo, Azone, Azzo, Azzolenus e Azolino Porcius.
Fu allievo di Giovanni Bassiano, un importantissimo giurista medioevale della scuola bolognese, probabilmente il più grande fra i glossatori.

## Biografia
Insegnò diritto civile a Bologna per circa trent'anni. Tra i suoi allievi si annoverano il cardinale Goffredo da Trani e Iacopo Baldovini.
Prese parte attiva alla vita del municipio bolognese, che da pochi anni aveva conquistato la sua indipendenza (nel 1116), con il formale riconoscimento da parte dell'imperatore Enrico V.
Il nome di Azzone, qualificato come legum doctor, compare in numerosi documenti pubblici e privati del Chartularium Studii Bononiensis, l'archivio dell'università (chiamata Studium fin dal 1088, anno della fondazione) di Bologna, spesso accompagnato a quello di Ugolino del Prete, suo collega di insegnamento.
L'ultimo documento in cui vi è traccia del nome di Azzone è datato 1220. Scomparve qualche anno dopo, nel 1225 (alcune fonti riportano il 1230 come data di morte).

## Opere

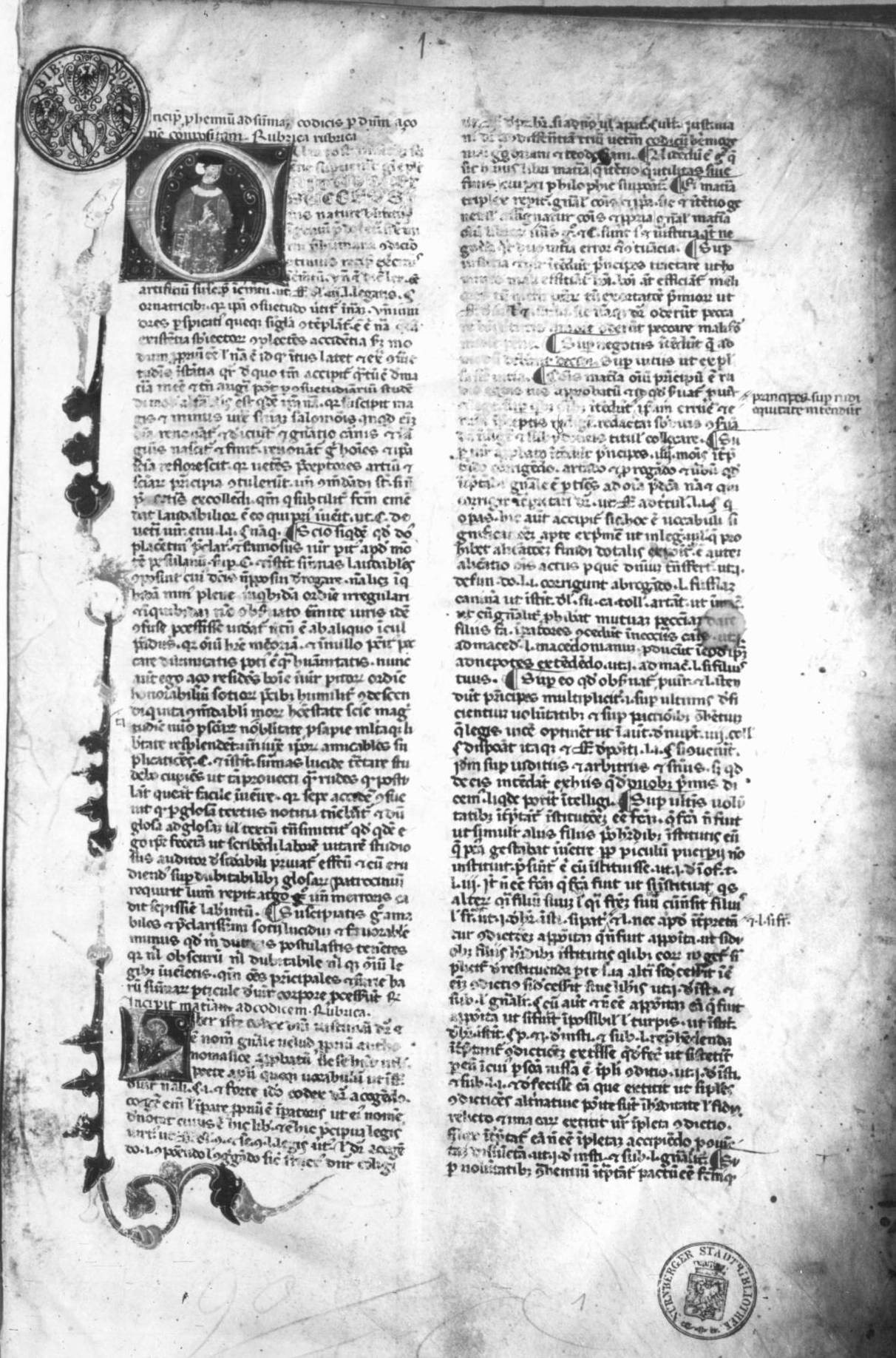
Summa Codicis, manoscritto, XIV secolo. Norimberga, Stadtbibliothek im Bildungscampus Nürnberg, Handschriften, Cent. II. 90.

Accanto alla glossa, altre due categorie di opere scientifiche caratterizzarono la scuola dei glossatori: la summa e la lectura.
La Summa è l'esposizione sistematica di tutto il diritto civile sulla base e secondo l'ordine di quelle due parti del Corpus iuris civilis giustinianeo che la scuola dei glossatori aveva fin dalle origini considerate più adatte per questo genere di lavoro: il Codice, ridotto ai primi nove dei dodici libri, secondo la tradizione medievale, e le Istituzioni.

### Summa Codicis
L'opera principale di Azzone è la Summa Codicis, che ebbe un immenso successo e avrebbe rappresentato il manuale di diritto romano per eccellenza nel Medioevo. La prima versione, Summa super Codicem, fu scritta tra il 1208 e il 1210 e fu erroneamente attribuita a Rogerio. Con il nome di Summa Codicis e nella versione finale, per secoli fu considerata il manuale del perfetto giurista per antonomasia: era obbligatoria la sua conoscenza per poter accedere al collegio dei dottori di legge. Un aneddoto racconta che fu coniato appositamente un motto molto diffuso negli ambienti giuridici: "Chi non ha Azzo, non vada a palazzo", per significare che la mancata conoscenza della Summa era condizione ostativa all'accesso alla carriera degli aspiranti dottori in legge.
- Summa Codicis, Venezia, Gaspare Bindoni, 1581.
  -  Summa Codicis, XIII secolo, Admont, Stiftsbibliothek, Handschriften, Cod. 54.
  -  Summa Codicis, XIII-XIV secolo, Bernkastel-Kues, Sankt Nikolaus-Hospital Cusanusstiftsbibliothek, Handschriften, 287,  ff. 1-162.
  -  Summa Codicis, XIV secolo, Paris, Bibliothèque Nationale de France, Fonds latin, Lat. 14349,  ff. 1-195v.
  -  Summa Codicis, XIV secolo, Nürnberg, Stadtbibliothek im Bildungscampus Nürnberg, Handschriften, Cent. II. 90,  ff. 1r- 220r.

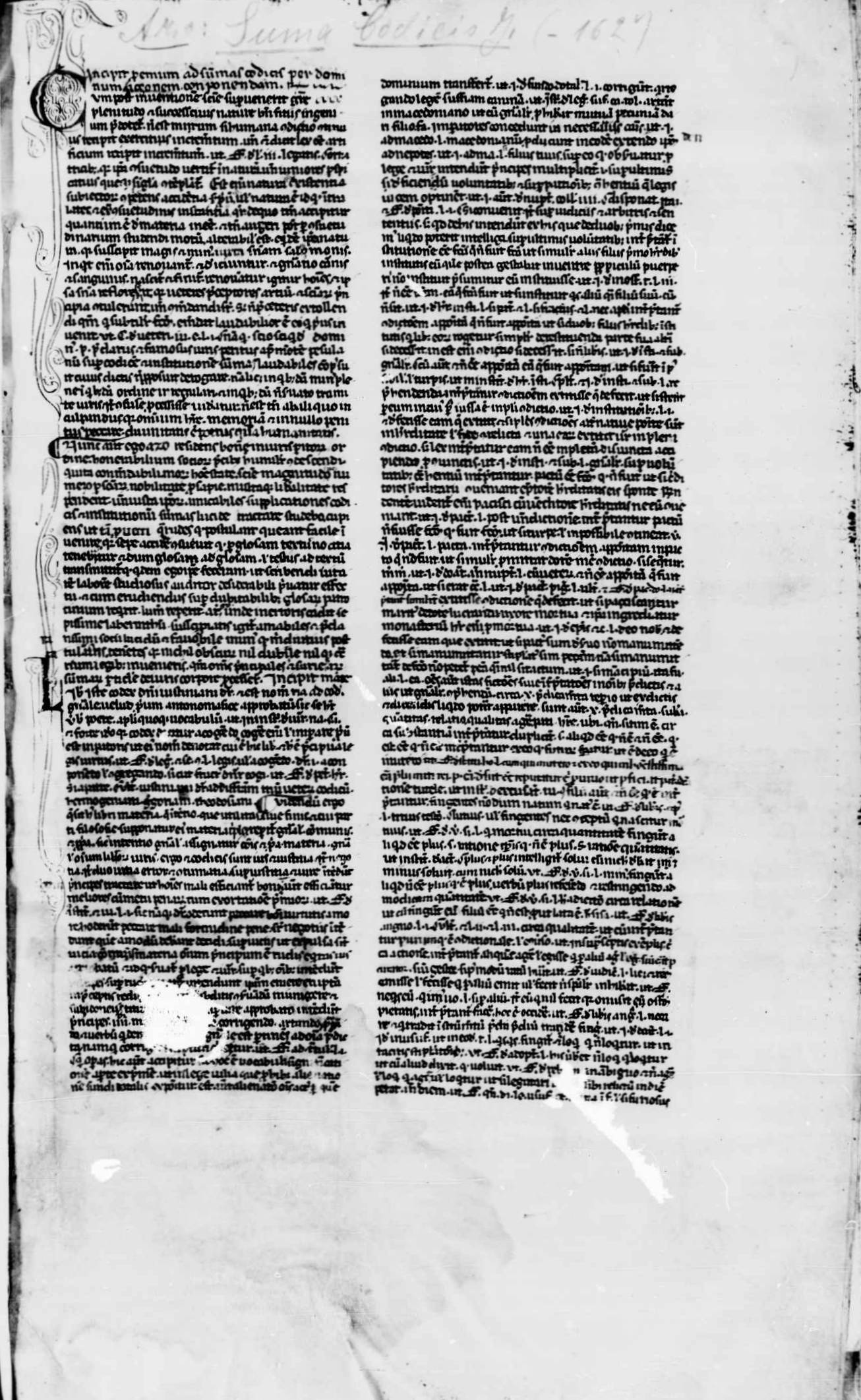
Summa Codicis, manoscritto, XIII-XIV secolo. Bernkastel-Kues, Sankt Nikolaus-Hospital Cusanusstiftsbibliothek, Handschriften, 287.
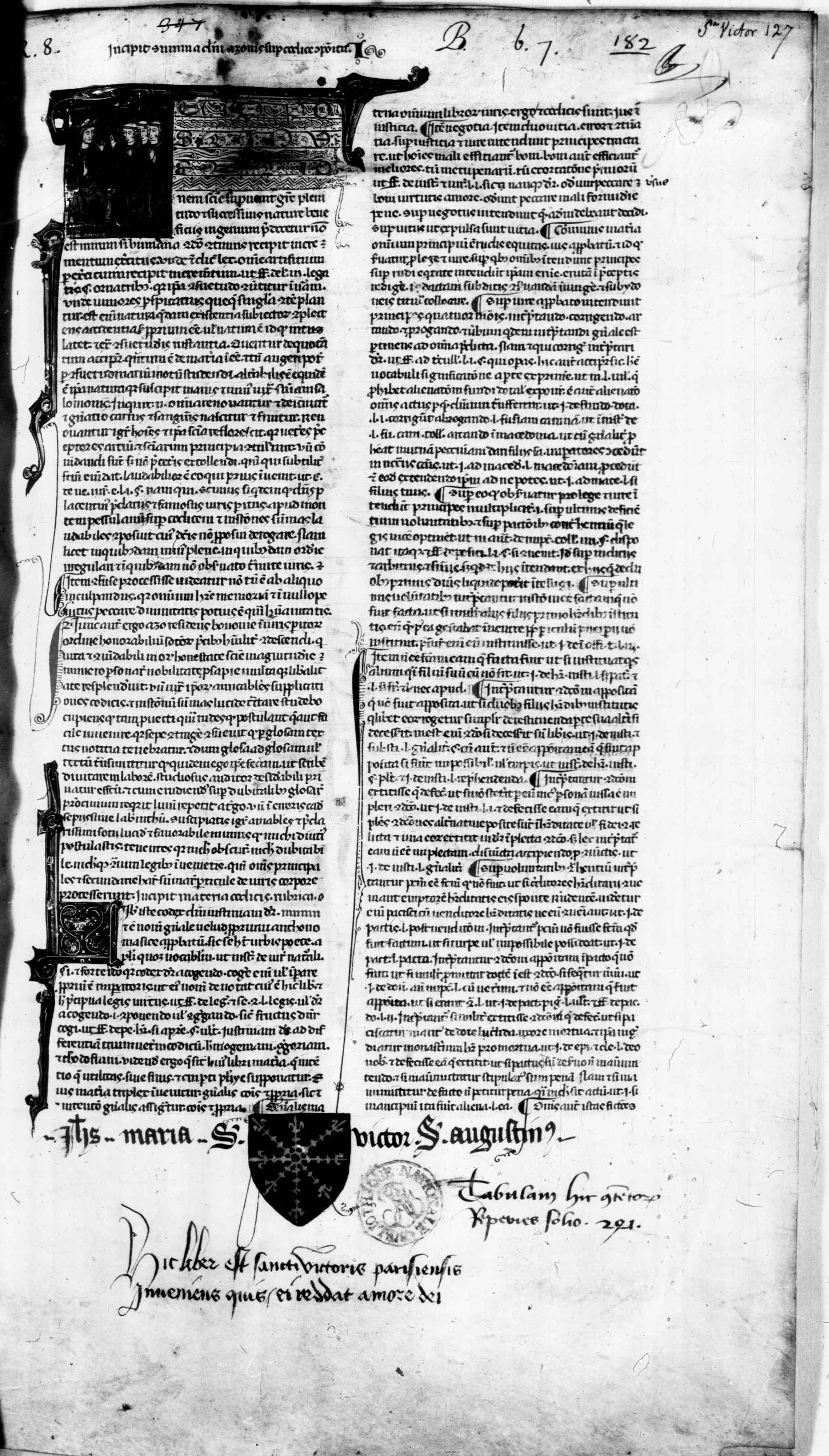
Summa Codicis, manoscritto, XIV secolo. Parigi, Bibliothèque Nationale de France, Fonds latin, Lat. 14349.
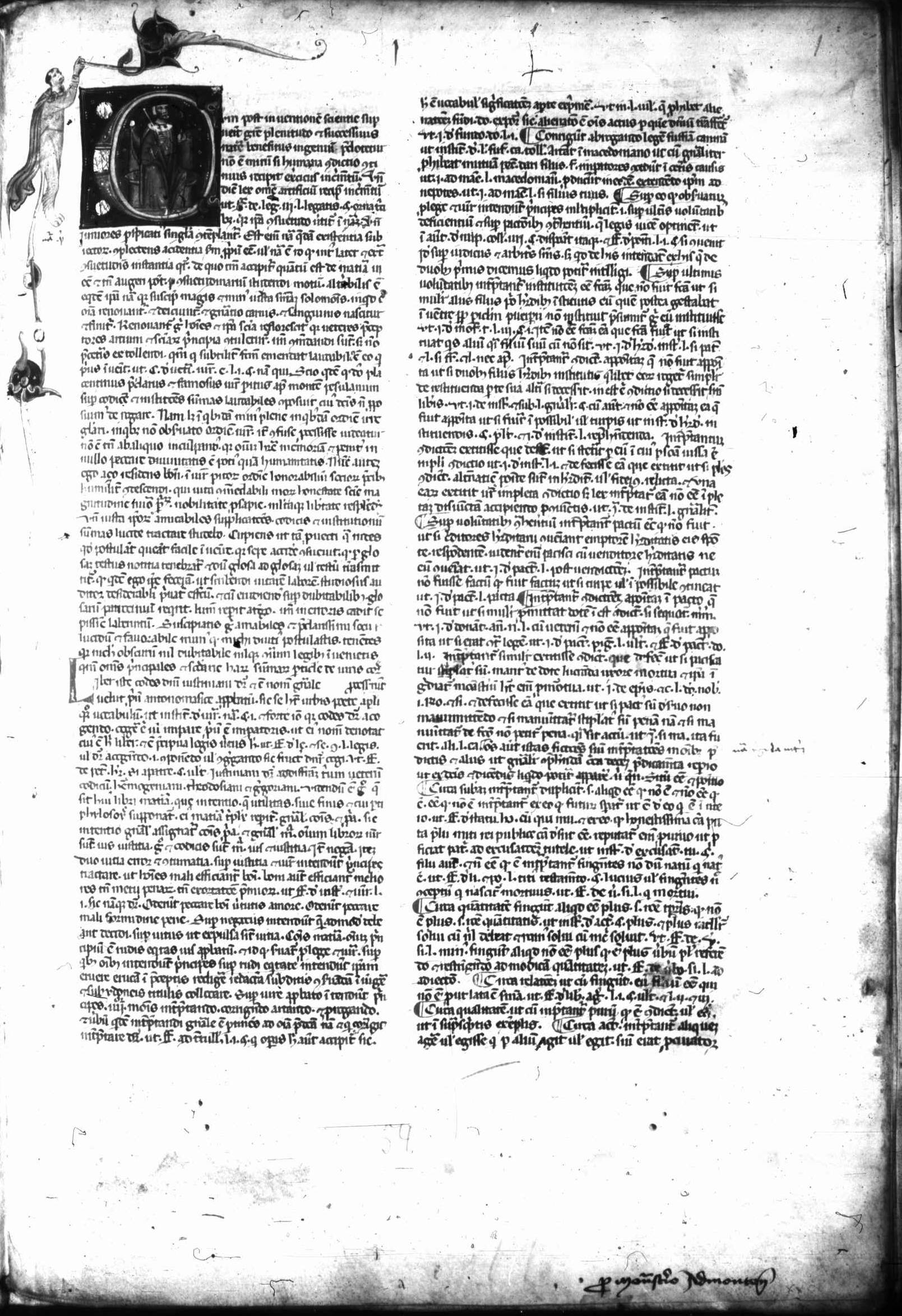
Summa Codicis, manoscritto, XIII-XIV secolo. Admont, Stiftsbibliothek, Handschriften, Cod. 54.

### Lectura

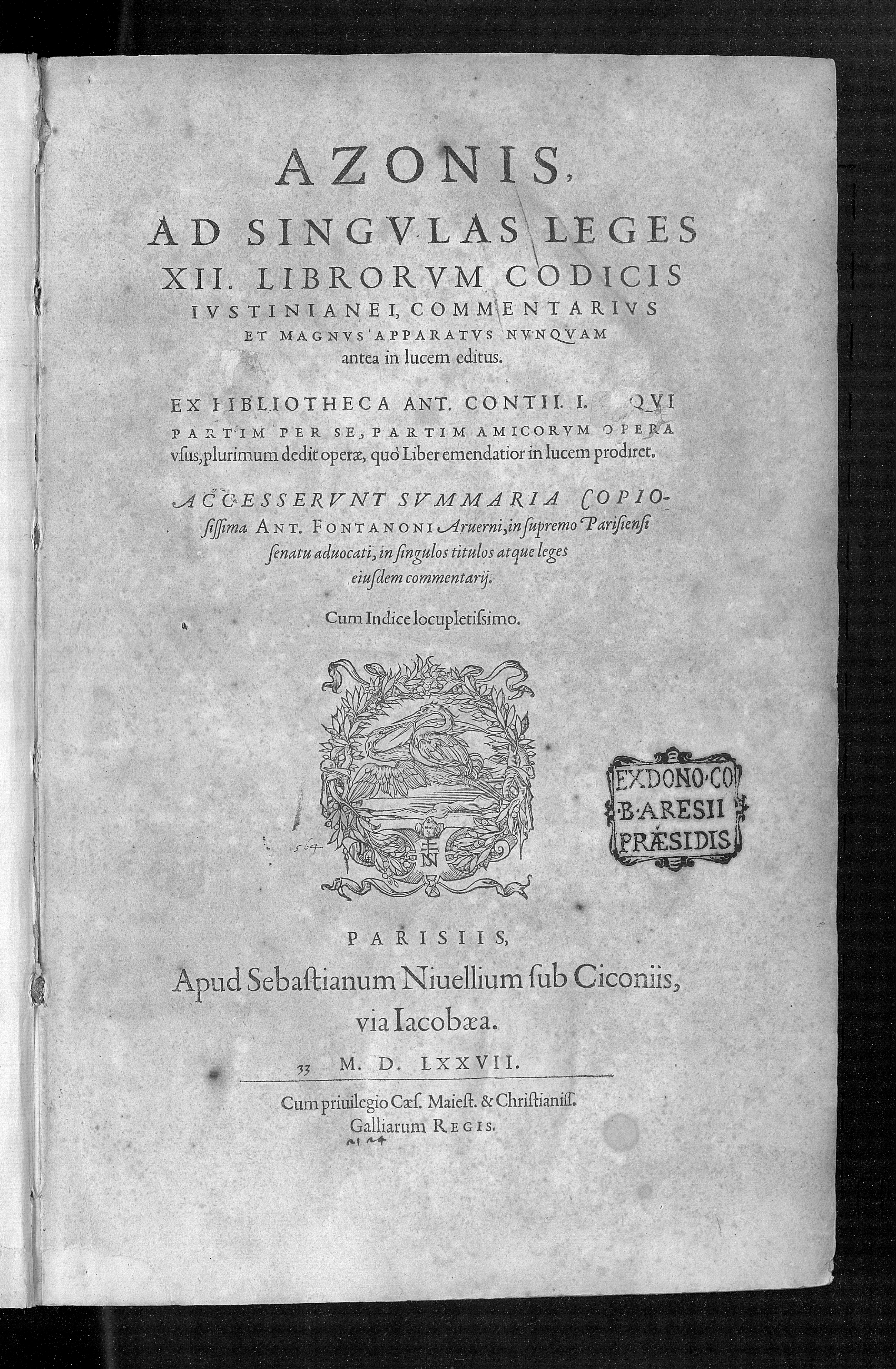
Ad singulas leges XII librorum Codicis Iustinianei commentarius, 1577

Ancora di Azzone è la Lectura: si tratta delle lezioni universitarie sul Codice tenute dal maestro bolognese e raccolte da un suo studente, Alessandro di Sant'Egidio, sui primi nove libri del Codice. Il commento agli ultimi tre libri va attribuito ad Ugolino. La Lectura Azonis è ricordata dal giureconsulto Giovanni d'Andrea (v. In primum [-quintum] Decretalium librum novella commentaria); poi, scomparsa per tre secoli nonostante la fama dell'autore, fu scoperta attorno al 1557 dal giureconsulto Antoine Le Conte, che ne rintracciò un manoscritto in una stalla a Orléans e lo diede alle stampe a Parigi nel 1577. L'opera fu ripubblicata col solo frontespizio cambiato nel 1581 e 1611, oltre che ristampata a Lione nel 1596. Il manoscritto andò poi di nuovo perduto.
- (LA) Ad singulas leges XII librorum Codicis Iustinianei commentarius, Paris, Sébastien Nivelle, 1577.
- Commenta ad Digestum novum D. 50.17, XIV secolo, Praha, Knihovna pražské metropolitní kapituly, Rukopisy, J. 25,  ff. 1r-33r.
- Lectura Codicis, XII secolo, Paris, Bibliothèque Nationale de France, Fonds latin, Lat. 16910,  ff. 3ra-206vb.
  -  Lectura Codicis, XIII secolo, Worcester, Cathedral Library and Archive, Medieval manuscript collection, F. 29.

### Glossae
In questo campo, il contributo di Azzone fu importantissimo: fece glossae di tutto il Corpus iuris civilis; il suo lavoro fu proseguito e portato a termine dall'allievo Accursio, che enumerava al suo attivo circa 97 000 glosse. Queste finirono col formare parte integrante dei libri legales e come il testo (e forse anche più) sarà fonte del diritto per secoli; tant'è che venne regolarmente pubblicata a stampa in tutte le antiche edizioni del Corpus iuris.
La Magna Glossa fu iniziata da Azzone in età giovanile, ma fu poi portata a termine da Accursio, intorno al 1228. Quest'opera consisteva in uno sterminato commento ai Codici giustinianei.
- Apparatus De regulis iuris, XIII secolo, Paris, Bibliothèque Nationale de France, Fonds latin, Lat. 4461.
- Apparatus ad Digestum vetus, XIII secolo, Gent, Universiteitsbibliotheek, Handschriften, Hs. 23.
  -  Apparatus ad Digestum vetus, XIV secolo, Amiens, Bibliothèque centrale Louis Aragon, Fonds ancien, ms. 347.

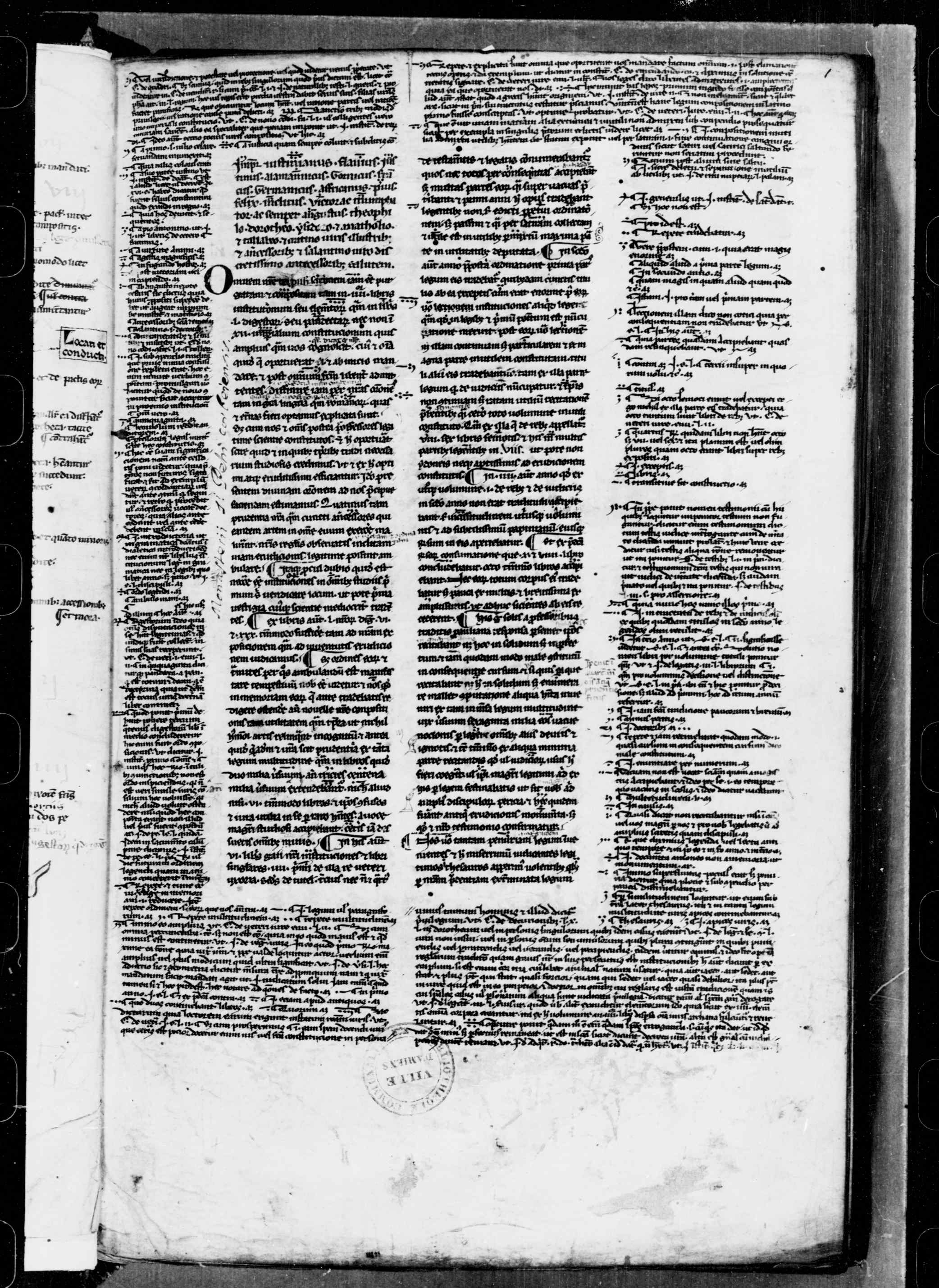
Apparatus ad Digestum vetus, manoscritto, XIV secolo. Amiens, Bibliothèque centrale Louis Aragon.

### Brocarda

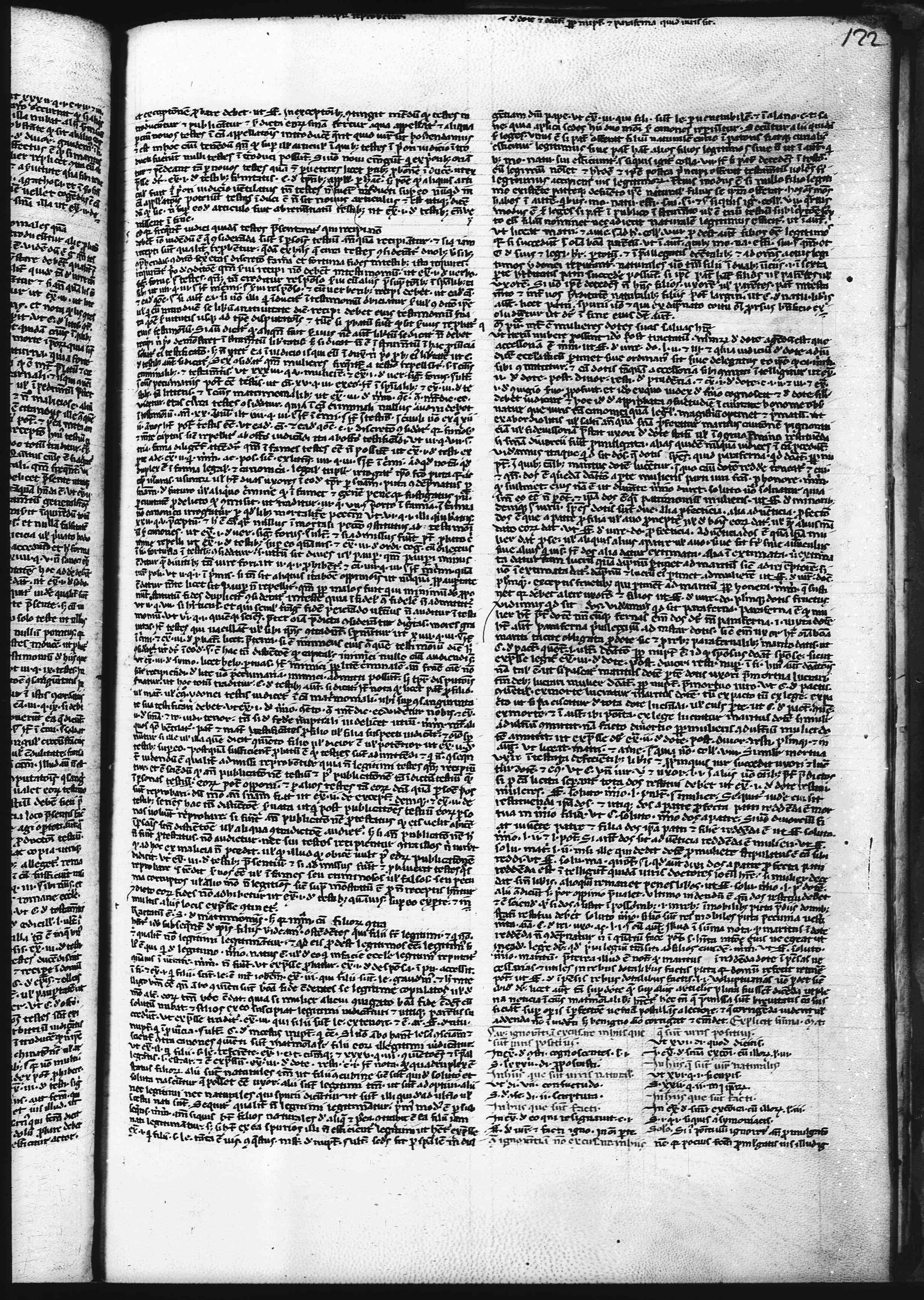
Brocarda, manoscritto, XIV secolo. Vienna, Österreichische Nationalbibliothek.

Altra opera fu l'Aurea Brocardica, una raccolta di brevi regole di diritto.
- Brocarda, XIV secolo, Wien, Österreichische Nationalbibliothek, Codices (Altbestand), Cod. 2080,  ff. 122r-126v.

### Altre opere
- Ordo iudiciorum, XIII secolo, Douai, Bibliothèque Marceline Desbordes-Valmore, Fonds manuscrits, ms. 649,  ff. 1-7.
- Quaestiones, XIV-XV secolo, Bologna, Biblioteca Comunale dell'Archiginnasio, Fondo manoscritti, ms. B. 2794-2795,  ff. 17r-22r.

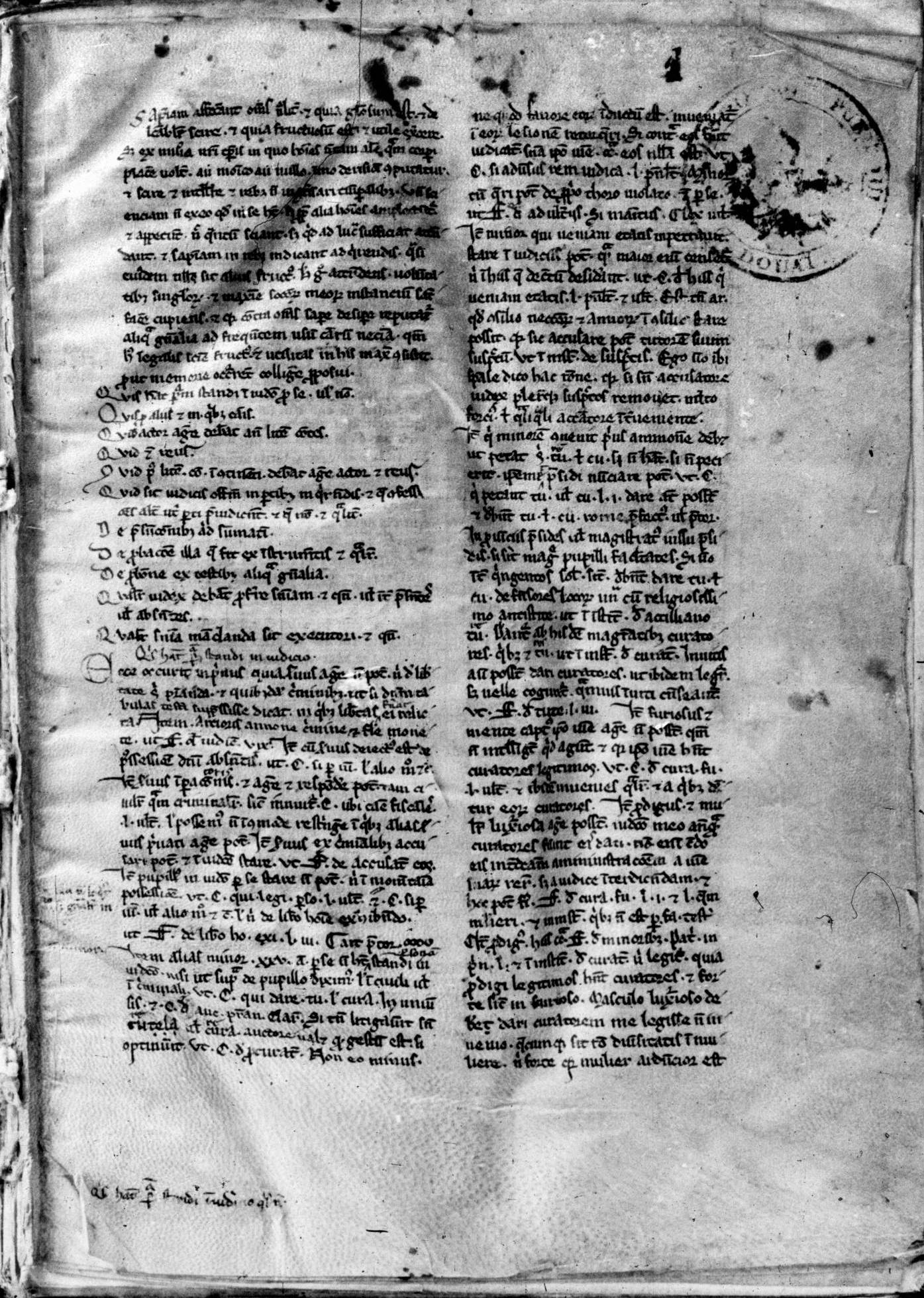
Ordo iudiciorum, manoscritto, XIII secolo. Douai, Bibliothèque Marceline Desbordes-Valmore.